# Lasioglossum subviridatum
Lasioglossum subviridatum är en biart som först beskrevs av Cockerell 1938.  Lasioglossum subviridatum ingår i släktet smalbin, och familjen vägbin. Inga underarter finns listade i Catalogue of Life. Arten förekommer i östra Nordamerika.

## Beskrivning
Huvudet och mellankroppen är grönblå med metallgult skimmer hos honan; hanen har blåsvart huvud och metalliskt gulgrön mellankropp. Clypeus är svartbrun på den undre delen, grönaktig på den övre. Även partiet ovanför clypeus och käkarna är grönaktigt. Antennerna är mörkbruna, liksom benen. Vingarna är halvgenomskinliga med orangebruna ribbor och halvgenomskinligt rödbruna vingfästen. Bakkroppen är mörkbrun med rödaktiga till brungula bakkanter på tergiter och sterniter. Behåringen är vitaktig och mycket gles; hanen kan dock ha något kraftigare behåring i ansiktet under ögonen. Honan har en kroppslängd på 4,5 till 6,1 mm, hanen på drygt 6 mm.

## Utbredning
Lasioglossum subviridatum finns i östra Kanada från Saskatchewan över Manitoba och Ontario till Quebec, samt i nordöstra USA från North Dakota och nordöstra South Dakota till Vermont, söderut från Iowa till norra Virginia.

## Ekologi
Arten är polylektisk, den flyger till blommor från många olika familjer, som järneksväxter, korgblommiga växter, berberisväxter, ljungväxter, grobladsväxter och rosväxter.
Lasioglossum subviridatum är ett primitivt socialt bi, vars bon gnags ut i mjukt trä, bland annat timmerstockar.